# Nationaal park Altyaghach
Nationaal park Altyaghach (Azerbeidzjaans: Altıağac Milli Parkı) is een nationaal park in Azerbeidzjan en is opgericht op 31 augustus 2004. Het park is gelegen in de districten Khizi en Siyazan en heeft een omvang van 11.035 hectare. Het park is een voortzetting van het Altyaghach-staatsnatuurreservaat en enkele aangrenzende staatsbossen.
De belangrijkste doelstelling van het Nationaal park is de instandhouding van het natuurlijke landschap van de zuidoostelijke hellingen van de Grote Kaukasus en de hier voorkomende planten- en diersoorten. Ook het verzorgen van natuur- en milieu-educatie en het zorg dragen voor toerisme en recreatie behoort tot de doelen.

## Geografie
Het nationaal park omvat vooral bossen (circa 90%) en daarnaast onder meer steppe. Het klimaat is matig warm en droog, zowel in de winter als de zomer. De grootste rivier in het gebied is de Atachay die zijn oorsprong heeft op een hoogte van 1870 meter op de Dubrarberg en uitmondt in de Kaspische Zee.

## Flora en fauna
De belangrijkste boom- en struiksoorten zijn Kaukasische eik (Quercus macranthera), Kaukasische es (Fraxinus angustifolia subsp. oxycarpa), Perzisch ijzerhout (Parrotia persica), de Haagbeuksoorten Carpinus betulus en Carpinus orientalis, Kaukasische beuk (Fagus orientalis), Ruwe berk (Betula pendula), meidoorn, hondsroos en braam. Tot de fauna behoren bruine beer, wild zwijn, lynx, wasbeer, wolf, fazant, patrijs en nachtzwaluw.